# Enrik Ostrc
Enrik Ostrc, slovenski nogometaš, * 21. junij 2002, Kozina.
Ostrc je profesionalni nogometaš, ki igra na položaju vezista. Od leta 2023 je član nizozemskega kluba Helmond Sport. Pred tem je igral za slovensko Olimpijo, francoski Troyes in belgijski Lommel. Za Olimpijo je v prvi slovenski ligi odigral 40 tekem in dosegel en gol ter leta 2021 osvojil naslov slovenskega pokalnega zmagovalca. Bil je tudi član slovenske reprezentance do 16, 18, 19 in 21 let.